# Pseudanidorus rubriventris
Pseudanidorus rubriventris es una especie de coleóptero de la familia Aderidae.

## Distribución geográfica
Habita en Japón.